# بارهنگ مفروش
بارهنگ مفروش، بارهنگ گل‌سپاسی (نام علمی: Plantago gentianoides) یکی از گونه‌های سرده بارهنگ است.